# Erik Hivju
Erik Hivju (né le 24 septembre 1947) est un acteur norvégien. Hivju est connu pour avoir joué dans plus d'une douzaine de séries télévisées, ainsi que dans plusieurs films. Il est le père de l'acteur norvégien Kristofer Hivju.

## Filmographie sélective
- Lukket avdeling (1972)
- Operasjon Cobra (1978)
- Little Ida (1981)
- Krypskyttere (1982)
- The King's Choice (2016)
- Nr.24 (2024)